# Lewis Siegelbaum
Lewis H. Siegelbaum, né en 1949 à New York, est un historien américain, spécialiste de l'histoire sociale et de l'histoire du travail de la Russie, de l'URSS et de l'Ukraine. 
Depuis son doctorat à l'Université d'Oxford en 1976, il a été nommé professeur d'histoire à l'Université de l'État du Michigan. Connaisseur du mouvement stakhanoviste, il est rédacteur de la partie « Les ouvriers et les communistes en 1917-1939 » du Siècle des communismes.

## Ouvrages
- Cars for Comrades: The Life of the Soviet Automobile, Cornell University Press, 2008, 328 p.
- Borders of Socialism: Private Spheres of Soviet Russia, Palgrave Macmillan, 2006, 304 p.
- avec Andrei Sokolov, Stalinism as a Way of Life: A Narrative in Documents, Yale University Press, 2000, 480 p.
- avec Daniel J. Walkowitz, Workers of the Donbass Speak: Survival and Identity in the New Ukraine, 1989-1992, State University of New York Press, 1995, 226 p.
- avec Ronald G. Suny (éd.), Making Workers Soviet: Power, Class, and Identity, Cornell University Press, 1995, 416 p.
- avec William G. Rosenberg (éd.), Social Dimensions of Soviet Industrialization, Indiana University Press, 1993, 329 p.
- Soviet State and Society Between Revolutions, 1918-1929, Cambridge University Press, 1992, 298 p.
- Stakhanovism and the Politics of Productivity in the USSR, 1935-1941, Cambridge University Press, 1988.
- The Politics of Industrial Mobilization in Russia, 1914-1917, MacMillan Press, 1983, 332 p.